# Edmund Geppert
Edmund Geppert (ur. 1956, zm. 17 grudnia 2019) – polski samorządowiec, burmistrz Grabowa nad Prosną (2002–2010).

## Życiorys
Był prezesem i w latach 1976–1990 członkiem Zarządu Gminnej Spółdzielni „Samopomoc Chłopska” w Grabowie nad Prosną, jednocześnie w latach 1980–1981 piastując funkcję przewodniczącego Komitetu Zakładowego NSZZ „Solidarność” na terenie Spółdzielni. W latach 1981–1992 był również kierownikiem kina „Prosna”. Dwukrotnie pełnił także funkcję wiceprezesa LKS „Prosna” Grabów w latach 1974–1982 i 1992–2005. W latach 1984–1992 był radnym Rady Narodowej, a w latach 1998–2002 członkiem Zarządu Powiatu w Ostrzeszowie. W latach 2002–2010 był burmistrzem Grabowa nad Prosną (dwie kadencje). Od  2001 do 2006 piastował również funkcję wiceprezesa Stowarzyszenia na Rzecz Niepełnosprawnych „Razem” w Ostrzeszowie. 
Został pochowany na cmentarzu parafialnym w Grabowie nad Prosną.

## Wybrane odznaczenia
- Medal Zasłużony dla Miasta i Gminy Grabów nad Prosną (2006)[3][4]
- Odznaka Honorowa za Zasługi dla Województwa Wielkopolskiego[1],
- Złoty Medal za zasługi dla pożarnictwa[1],
- Srebrny Medal za zasługi dla pożarnictwa[1],
- Brązowy Medal za zasługi dla pożarnictwa[1],
- Medal za zasługi dla rozwoju LZS Województwa Wielkopolskiego[1],
- Brązowa Honorowa Odznaka Kaliskiego OZPN[1],
- Honorowe odznaczenie WKKFiT za zasługi dla rozwoju kultury fizycznej i turystyki województwa kaliskiego[1],
- Medal za zasługi dla Związku Kombatantów i Byłych Więźniów Politycznych[1]